# Cantón de Replonges
El cantón de Replonges (en francés canton de Replonges) es una circunscripción electoral francesa situada en el departamento de Ain, de la región de Auvernia-Ródano-Alpes. La cabecera (bureau centralisateur en francés) está en Replonges.

## Geografía
El cantón está situado al noroeste del departamento, en Bresse. Limita con departamento de Saona y Loira.

## Historia
Fue creado por el decreto del 13 de febrero de 2014 que entró en vigor en el momento de la primera renovación general de asamblearios departamentales en marzo de 2015.

## Composición
- Arbigny
- Asnières-sur-Saône
- Bâgé-Dommartin
- Bâgé-le-Châtel
- Boissey
- Boz
- Chavannes-sur-Reyssouze
- Chevroux
- Courtes
- Curciat-Dongalon
- Feillens
- Gorrevod
- Lescheroux
- Mantenay-Montlin
- Manziat
- Ozan
- Pont-de-Vaux
- Replonges
- Reyssouze
- Saint-André-de-Bâgé
- Saint-Bénigne
- Saint-Étienne-sur-Reyssouze
- Saint-Jean-sur-Reyssouze
- Saint-Julien-sur-Reyssouze
- Saint-Nizier-le-Bouchoux
- Saint-Trivier-de-Courtes
- Sermoyer
- Servignat
- Vernoux
- Vescours
- Vésines